# Protokol o provedení formy kapitulace německých branných sil
Protokol o provedení formy kapitulace německých branných sil byl kapitulační protokol ze dne 8. května 1945 stvrzující příměří během Květnového povstání, na jehož základě byl většině německých jednotek umožněn odchod z Prahy. Byl sepsán v Praze v sídle České národní rady. Dodnes je toto datum oslavováno coby státní svátek označovaný jako Den vítězství.

## Okolnosti
V noci na 7. května 1945 Německo bezpodmínečně kapitulovalo (dle tzv. Aktu bezpodmínečné kapitulace nacistického Německa měla kapitulace vejít v platnost 8. května ve 23:00). Rudolf Toussaint, který velel silám Wehrmachtu v Praze, se dopoledne 8. května dostavil do sídla České národní rady (ČNR) v Bartolomějské ulici. Po vzájemné dohodě generál Toussaint ve 13:00 hod. z jednání odešel, aby vydal rozkazy k zastavení palby. Po jeho návratu pokračovalo jednání o konečné formulaci podmínek kapitulace. V 16:00 hod. byl mezi Touissantem, zástupci ČNR (Dr. Albert Pražák, Josef Smrkovský, Dr. Josef Kotrlý, kpt. Jaromír Nechanský), velitelstvím Alex (pplk. gšt. Jaroslav Kadainka) a velitelstvím Bartoš (generál Karel Kutlvašr, pplk. gšt. František Bürger-Bartoš) sepsán Protokol o provedení formy kapitulace německých branných sil.

## Text protokolu
Protokol o provedení formy kapitulace německých branných sil, sepsaný dne 8. května 1945 v 16 hodin za přítomnosti osob níže podepsaných:
1. Plnomocník velitele německých branných sil podepisuje ujednání o způsobu stažení všech německých branných sil inclusive letectva, všech velitelství, svazů zbraně SS, policie, a všech státně i vojensky organisovaných jednotek v oblasti Prahy a okolí. Počátek odchodu jednotek dne 8. V. 1945 v 18 hodin.
2. Ujednání toto neovlivňuje podmínky, které byly dány těmto jednotkám od velitelství spojeneckých /amerických a anglických a sovětských bojových sil/.
3. Německé ženy a děti pokud neodejdou se stahujícími se z Prahy jednotkami, stojí pod ochranou Mezinárodního červeného kříže, který pečuje o ně a zařídí jejich odtransportování.
4. Všichni váleční zajatci spojeneckých národů a všechny internované a zatčené osoby budou ihned propuštěny a dány k disposici českým policejním orgánům.
5. Odevzdání zbraní provede se takto: Všechny těžké zbraně budou odevzdány po opuštění Prahy na okraji města a převzaty od československé národní armády. Letadla zůstanou na obou letištích v Ruzyni a ve Kbelích.
6. Odevzdání všech ostatních zbraní bude provedeno před dosažením americké demarkační čáry, československé národní armádě. Veškeré zbraně budou s municí a nic nebude úmyslně poškozeno.
7. K odbavení zákopnicko-technických záležitostí /nálože v mostech, podminování ulic, budov/ určí zmocněný generál zvláštní předávací oddíly pod velením důstojníka. /Major Fehre/.
8. Jednotky jsou oprávněné vzíti ze skladišť nutná množství potravin. Zbytek bude v pořádku předán orgánům československé národní armády.
9. České obyvatelstvo nebude činit obtíží odcházejícím německým jednotkám.

Skončeno, podepsáno.
Dr. Albert Pražák, Josef Smrkovský, Dr. Josef Kotrlý, kpt. Jaromír Nechanský, gen. Karel Kutlvašr, pplk.gšt. Frant. Bürger, pplk.gšt. Jarosl. Kadaňka
General der Inf. Rud. Toussaint

## Doslov
Dokument, ač se dle názvu jednalo o německou kapitulaci, byl v podstatě aktem příměří, které části německých jednotek umožnilo ústup na západ. Pro povstalce pak znamenalo záchranu v okamžiku nejistoty, kdy se na pomoc Praze teprve blížila spojenecká (Rudá) armáda.
Několik dní po válce sovětská vláda informovala československou vládu, že signatáři protokolu pro účast na záchraně německých vojsk "nemohou požívati důvěry velitelství Rudé armády a rovněž i důvěry čs. vlády a nemohou stát v čele správy v Praze".
To znamenalo pro sedm českých signatářů krutou dohru:
- Jaromír Nechanský, který se po únorovém převratu v roce 1948 zapojil do třetího odboje a začal zpravodajsky spolupracovat s americkou vládou, byl v září 1949 zatčen a obviněn z velezrady, vyzvědačství a spolčení proti republice. Ve vykonstruovaném procesu byl 14. června 1950 odsouzen k trestu smrti a 16. června 1950 popraven.[4]
- Karel Kutlvašr byl nakrátko poslán na nucený odpočinek a po návratu do služby zatčen v prosinci 1948, v procesu degradován na vojína a odsouzen k doživotnímu trestu. Jeho spoluvězněm v Leopoldově byl i generál Toussaint. Propuštěn byl na amnestii v roce 1960, následující rok v důsledku podlomeného zdraví zemřel.[5]
- Josef Smrkovský působil jako poslanec, ministr a člen ÚV KSČ až do roku 1951, kdy byl v procesu s Rudolfem Slánským odsouzen na 15 let odnětí svobody. Vězněn byl rovněž v Leopoldově, trest mu byl nakonec zkrácen na tři a půl roku.[6] V 60. letech se vrátil do politiky a stal se jednou z tváří tzv. Pražského jara. Za normalizace byl zbaven všech funkcí a v roce 1970 i členství v KSČ.[7]
- František Bürger-Bartoš byl sice v roce 1949 ustanoven velitelem Nejvyšší vojenské akademie v Praze, už ale s poznámkou „politicky ne zcela spolehlivý“ a v letech 1950 až 1953 byl vězněn.[8]
- Jaroslav Kadainka (na protokolu pod jménem Jaroslav Kadaňka) musel v dubnu 1948 opustit armádu a následně byl odsouzen k 17 letům odnětí svobody.[9]
- Josef Kotrlý byl jako politicky nepohodlný „uklizen“ do Kanady jako generální konzul, po únorovém převratu rezignoval a zůstal až do konce života v emigraci.[10][11]
- Profesor Albert Pražák se vrátil na Univerzitu Karlovu, ale po únoru 1948 mu bylo přednášení na univerzitě zakázáno a byl komunisty šikanován i v akademické práci.[3]

Německý generál Toussaint dostal trest doživotí, nakonec byl však v roce 1961 propuštěn a dožil v Německu (zemřel v roce 1968).

## Galerie

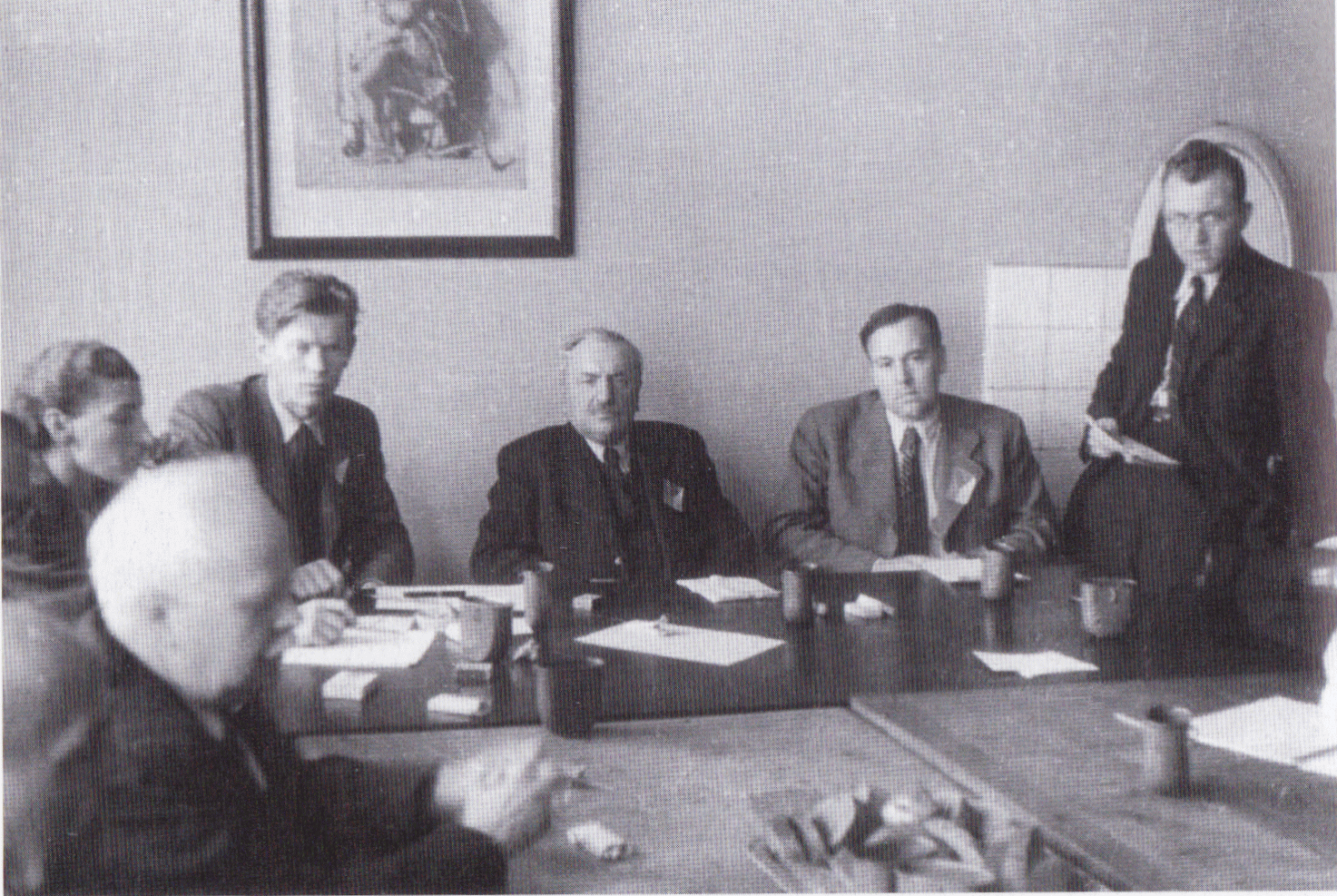
ČNR na jednání během Pražského květnového povstání 1945.[p. 1]
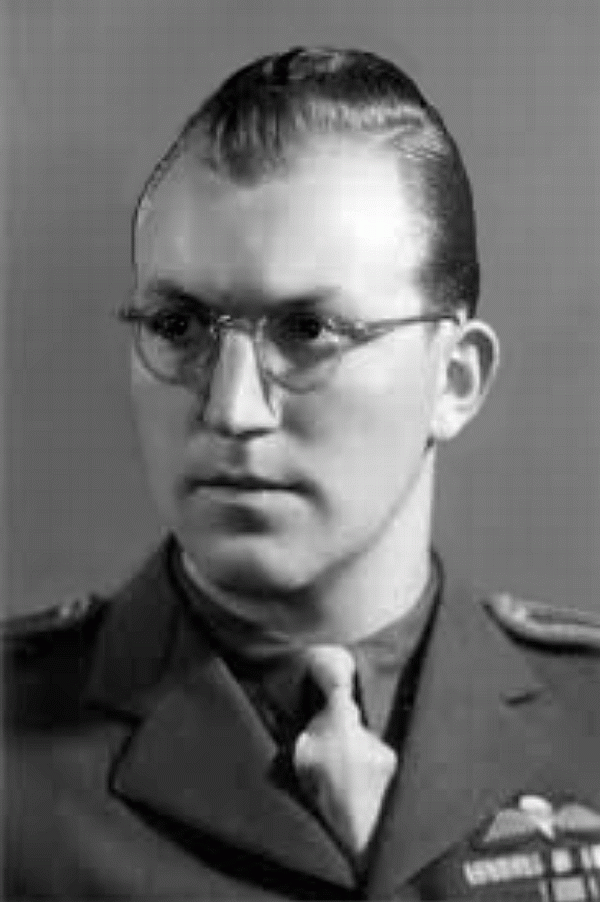
kpt. Jaromír Nechanský
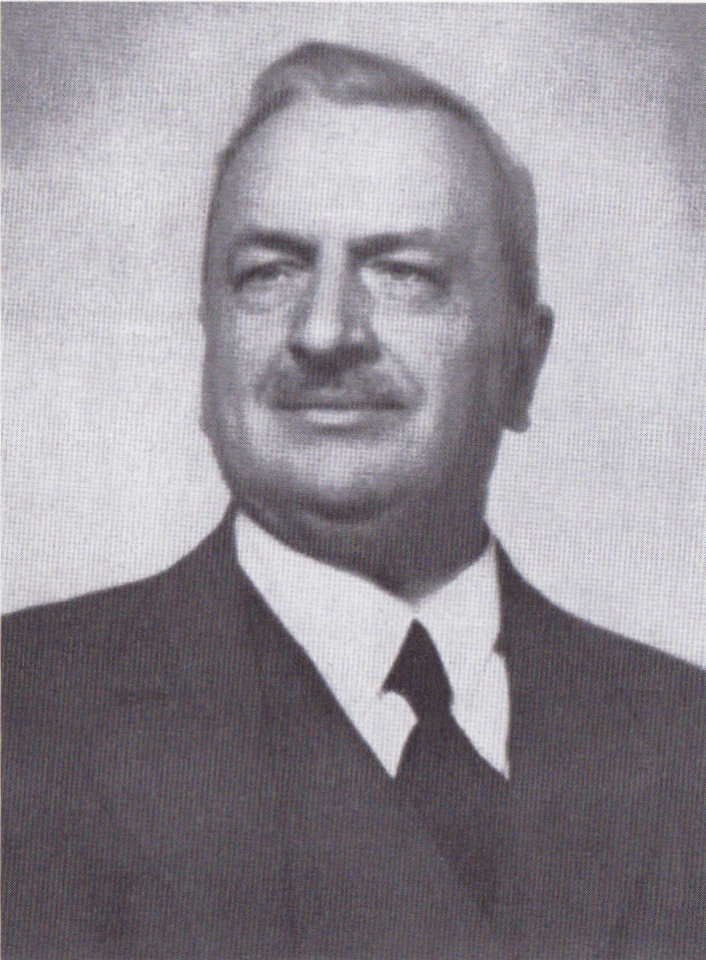
Dr. Albert Pražák
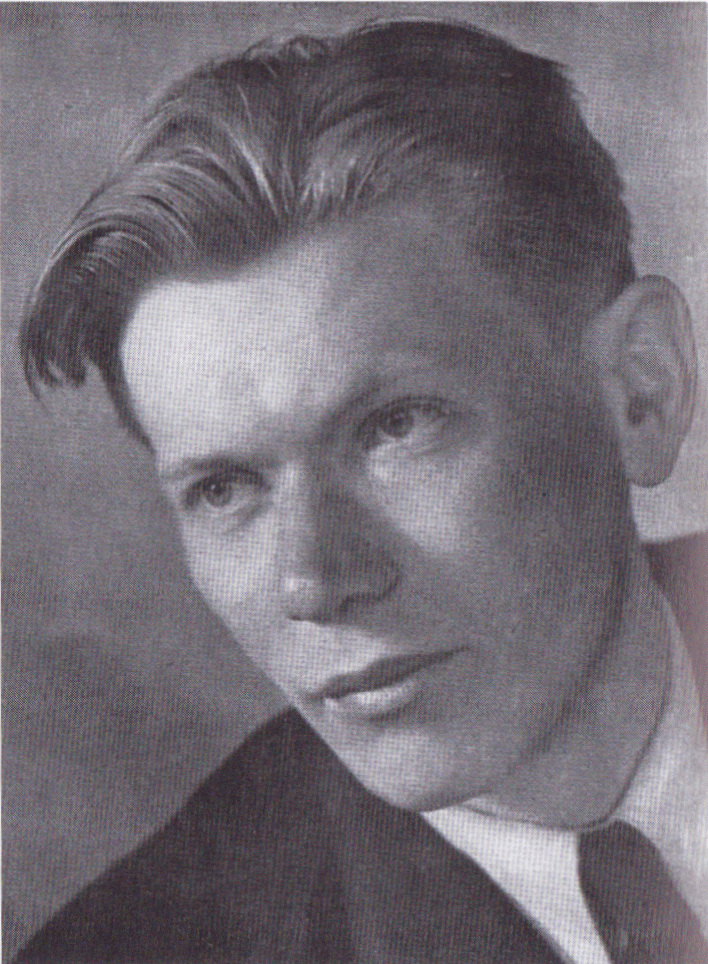
Josef Smrkovský
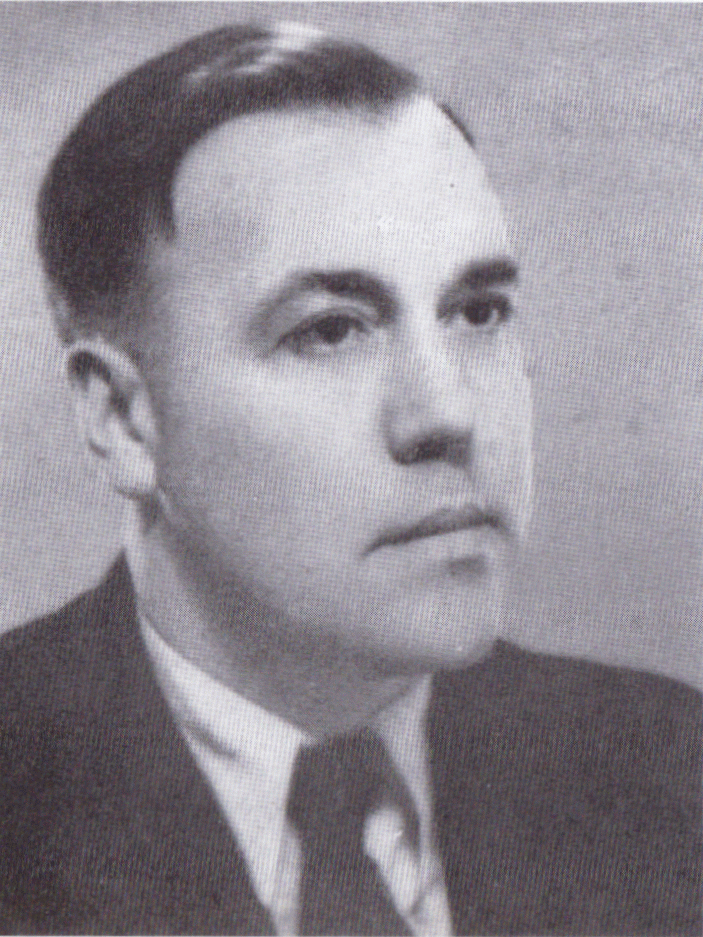
Dr. Josef Kotrlý
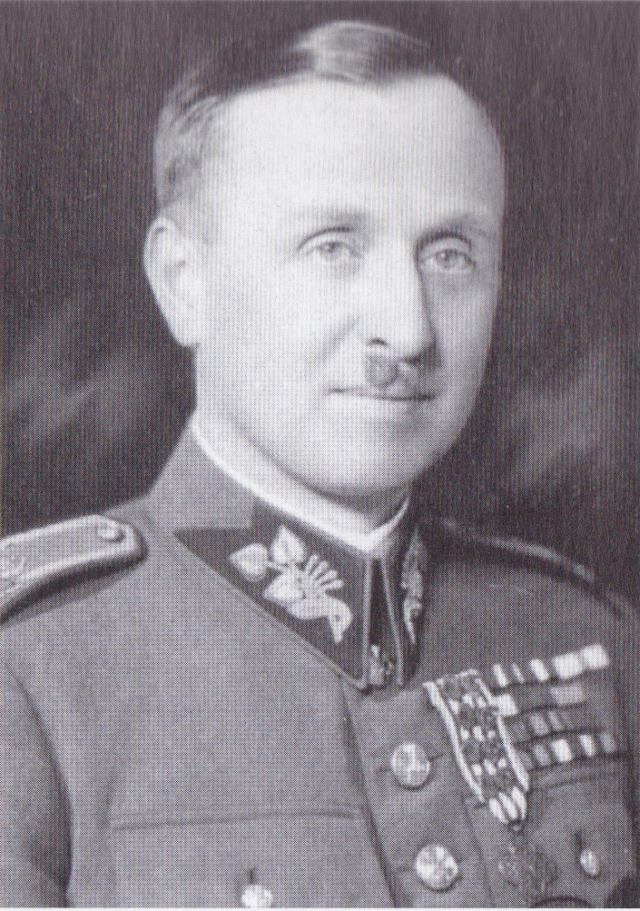
gen. Karel Kutlvašr
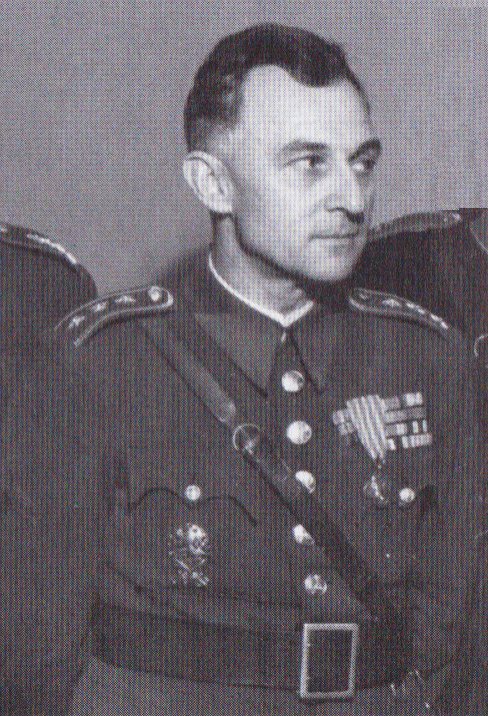
pplk.gšt. František Bürger-Bartoš
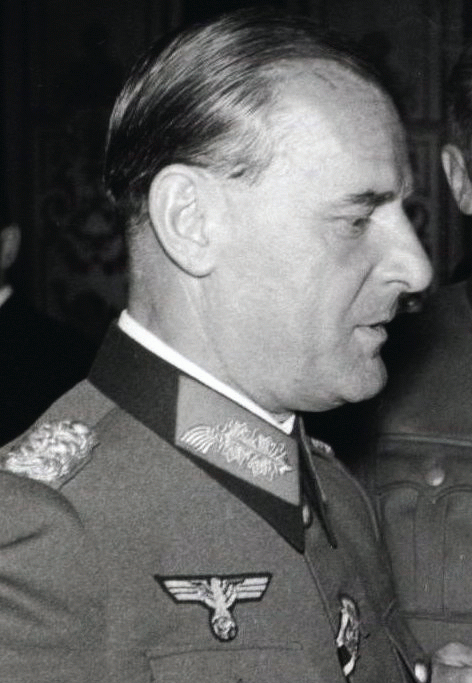
gen. Rudolf Toussaint